# Польське стоматологічне товариство
Польське стоматологічне товариство (пол. Polskie Towarzystwo Stomatologiczne) — польське наукове товариство, засноване в 1951 році за ініціативою Вченої ради Міністерства охорони здоров'я соцзабезпечення Польщі (пол. Rada Naukowa przy Ministerstwie Zdrowia i Opieki Społecznej).

## Опис діяльності
Відповідно до Статуту, метою створення та діяльності даного Товариства є:
- розвиток, поширення та популяризація наукових знань в області стоматології;
- підвищення професійного рівня лікарів-стоматологів та медичного персоналу;
- розвиток і підтримка професійної етики медичної спільноти;
- співпраця з іншими профільними організаціями щодо питань професійної стоматології[1].

### Склад
До складу Товариства входять 30 регіональних філій і 8 наукових секцій.

### Види роботи
Товариство активно бере участь в роботі з реформування і розвитку стоматології в Польщі. В рамках підтримки наукової діяльності Товариство щорічно присуджує премії за кращі роботи, опубліковані в його наукових журналах «Journal of Stomatology» і «Protetyka Stomatologiczna».

### Нагороди
За особливі заслуги перед Товариством і за видатні наукові досягнення в галузі стоматології Товариство періодично присуджує низку нагород, в тому числі: «Медаль за заслуги перед польською стоматологією» (пол. Medal Za Zasługi Dla Stomatologii Polskiej), почесні знаки — золотий і срібний, а також звання заслуженого і почесного члена Польського стоматологічного товариства.

### Міжнародна співпраця
Товариство є членом «Асоціації польських медичних товариств» і низки міжнародних профільних наукових товариств, в тому числі: «Міжнародної стоматологічної організації» (англ. Federation Dentaire Internationale), «Міжнародної організації з профілактики карієсу шляхом фторування» (англ. European Organisation for Caries Research), «Міжнародного товариства дитячої стоматології» (англ. International Association of Dentistry for Children), «Міжнародної науково-дослідницької асоціації фундаментальних медичних та стоматологічних наук» (англ. European Regional Organization of the World Dental Federation).

### Сьогодення
Головою Товариства є доктор наук, професор Мажена Доміняк.
Актуальна інформація про діяльність Товариства публікується на сайті www.pts.net.pl.